# Lintonia nutans
Lintonia nutans är en gräsart som beskrevs av Otto Stapf. Lintonia nutans ingår i släktet Lintonia och familjen gräs. Inga underarter finns listade i Catalogue of Life.